# Rajcsányi Ádám
Rajcsányi Ádám (1698 – 1766. augusztus 26.) genealógus, heraldikus. 1737-1760 táján királyi kamarai tanácsos és levéltáros. Művelt és gazdag ember volt. A század közepén a nyitrasárfői uradalom kétharmadának birtokosa lett a kastéllyal együtt. Sírfelirata szerint, mely az ottani templomban volt látható, 48 évet töltött a hivatalában és 1766. augusztus 26-án hunyt el, 68 éves korában.  

## Élete
1737. május 31-én a Magyar Kamara javasolta III. Károlynak, hogy Rajcsányi Ádámot bízza meg az archivariusi tisztséggel és a kamarai levéltár megszervezésével, de az Udvari Kamara kételkedett a jelölt megbízhatóságában, ezért a kamara tanácsosai közül kért jelöltet. Végül 1738. október 21-én III. Károly kinevezte Rajcsányi Ádámot a Magyar Kamara levéltárnokává, ezzel ő lett Magyarország első állami szolgálatban álló levéltárosa (archivarius Hungaricus). 
Főleg a családi leszármazások kutatásával foglalkozott és több család genealógiáját állította össze, melyek kéziratban maradtak (Deductiones genealogicae avagy Deductiones), de ezeket Nagy Iván és Wenzel Gusztáv is fel tudta használni. A Rajcsányi-féle címergyűjtemény eredetileg a Magyar Nemzeti Múzeumba került.
Szorgalmasan gyűjtötte a régi okmányokat is. A saját ősei tekintetében régi iratokat is hamisított. Ezt Tagányi Károly oklevélszakértő és munkatársai állapították meg a XIX. század végén és erről több cikket is írtak. 1750. június 3-án Rajcsányi Ádám, kamarai levéltárnok átadta Mária Teréziának a Magyar Kamaránál vezetett királyi adománykönyvekből és a családi levéltárak okleveleiről általa készített húszkötetnyi másolatot. A másolat- és mutatóköteteket 1755. november 28-án hozták vissza Bécsből és a Magyar Kamara levéltárában, Pozsonyban helyezték el. Előzőleg az év március 14-én Batthyány Lajos nádor bizottságot hívott össze, amelynek ülésén jelen volt Csáky Miklós esztergomi érsek (prímás), Erdődy György országbíró, Illésházy Miklós, Pálffy Károly, Balassa Pál, Keglevich József, Erdődy Antal és Erdődy Miklós főispánok, Vajay László kamarai tanácsos, Barinay László helytartótanácsi tanácsos, Jeszenák János nádori titkár és Rajcsányi Ádám. Az ülésen a nádor ismertette a királynőhöz intézett 1753. december 10-ei felterjesztését az országos levéltár felállítása ügyében, és az erre kapott választ. A gyűlés meghallgatta Barinay László tervezetét, és döntést hozott, hogy a levéltárat fel kell állítani Pozsonyban, az ország házában, élére megfelelő illetménnyel levéltárost kell helyezni.  
Amikor a Thurzó-féle árvai uradalom iratait 1760-ban ismeretlen tettesek ellopták Zsolnalitva várából, a megmaradt anyaghoz Rajcsányi Ádám készített regesztákat.

## Művei
De bissenis regni Hungariae, eorumque comitibus. Posonii, 1757.
Kézirat az ELTE egyetemi könyvtárában: 
Rajcsányi Adamus : Genealogicae deductiones. Teljes czime: "Labore et inexplicabili sudore 37.
annorum ultimo elaboratae et depuratae, tam deficientium, quam superextantium praecipuarum regni
Hungariae familiarum genealogicae deductiones. Huic iam ultimo libro inscribi ceperunt anno 1750
24. Aug. per Adamum de Rajcsán mpria. Continundae per baronem Aloysium Mednyánszky libri
proprietarium anno 1816. - Fol. cum indicibus.

Két kötet, egyik tisztázott példány, a másik javításokkal, ennek czime : "Liber genealogiarum perprius ab a. 17l8 usque a. 1760 magno labore finaliter elaboratarum, ac per Adamum de Rajcsán mp.
descriptarum." Fol. p. 301 és index. - (Medveczky Frigyes egyetemi tanár könyvtárából.)

## Külső hivatkozások
Magyar Könyvszemle Tizenötödik évfolyam 3-4. füzet, 1890. július